# (29887) 1999 GN34
A (29887) 1999 GN34 a Naprendszer kisbolygóövében található aszteroida. A LINEAR projekt keretében fedezték fel 1999. április 6-án.